# Bitwa na Kosowym Polu (film)
Bitwa na Kosowym Polu (tytuł oryginalny: Boj na Kosovu) – jugosłowiański film fabularny z 1989 roku, w reżyserii Zdravko Šotry, nakręcony na podstawie dramatu Ljubomira Simovicia.
Film nakręcony w 600. rocznicę bitwy na Kosowym Polu przedstawia zmitologizowaną wersję tej bitwy. Film przedstawia bitwę jako starcie Serbów z Turkami, marginalizując rolę serbskich sojuszników.
W filmie nie brakuje drobnych potknięć inscenizacyjnych. W drugiej minucie widać orzący traktor, jeden z tureckich żołnierzy ma na ręku zegarek elektroniczny. W 2007 r. serbski portal filmski.net uznał "Bitwę na Kosowym Polu" za najgorszy film w dziejach serbskiej kinematografii, przyznając mu Złoty Dżem Śliwkowy (Zlatni džem od šljiva).

## Główne role
- Miloš Žutić jako książę Lazar
- Gorica Popović jako księżna Milica
- Vojislav Brajović jako Vuk Branković
- Žarko Laušević jako Miloš Obilić
- Ljubomir Tadić jako sułtan Murat
- Marko Banović jako Jakub Czelebija
- Branislav Lečić jako Bajazyt
- Velimir Bata Živojinović jako Serb Hamza
- Milutin Karadžić jako Strażnik